# Giêrađô Maiella
Giêrađô Maiella (tiếng Ý: Gerardo Maiella; 6 tháng 4 năm 1726 - 16 tháng 10 năm 1755) là một thánh của Giáo hội Công giáo Rôma. Ông là quan thầy của trẻ em (đặc biệt là thai nhi), thai phụ, người làm mẹ, những người bị vu cáo và Muro Lucano (Ý).

## Tiểu sử
Giêrađô Maiella sinh tại Muro Lucano, Basilicata, người cha là một thợ may qua đời khi Giêrađô 12 tuổi, để lại một gia đình nghèo khó. Sau đó, Giêrađô ngừng học văn hóa, được mẹ gửi đến người chú để học nghề mở tiệm may. Trong thời gian này, Giêrađô bị một người dạy nghề của chú ngược đãi nhưng vẫn im lặng chịu đựng vì muốn giống Chúa Giêsu chịu khổ nạn. Giêrađô từng cố gắng để gia nhập Dòng Anh Em Hèn Mọn Capuchin, nhưng sức khỏe yếu và thất học nên không thể. Cho đến năm 1749, các linh mục Dòng Chúa Cứu Thế đến Murano giảng Đại Phúc thì Giêrađô đã giúp việc cho họ một cách siêng năng. Nhưng đến khi bày tỏ ý định xin nhập dòng thì các linh mục và mẹ anh đều từ chối. Mẹ Giêrađô đã nhốt anh rất kỹ trong nhà nhưng anh đã tìm cách trốn thoát ra ngoài. Cuối cùng Giêrađô cũng được một linh mục gửi vào nhà Dòng Chúa Cứu Thế tại Deliceto vào năm ấy kèm theo lá thư: "Con xin gửi đến cha Bề Trên một kẻ vô dụng".
Trong nhà dòng, Giêrađô làm việc rất siêng năng, những năm sau đó ngài làm đủ thứ việc: làm vườn, ông từ nhà nguyện, thợ may, khuân vác, đầu bếp, thợ mộc, đốc công coi việc xây dựng nhà ở Caposele. Có một thời gian, Giêrađô nhiệt tình khuyến khích và giúp đỡ các cô gái muốn đi tu. Thường thì anh giúp một số tiền đủ để những cô gái nhà nghèo được nhận vào tu viện, trong đó có một cô tên là Neria Caggiano. Nhưng chỉ ở tu viện được ba tuần thì cô ấy chán và bỏ về nhà. Để khỏi bị mang tiếng và biện minh cho hành động của mình, Neria gởi một lá thư cho bề trên tu viện của Giêrađô là Alfonso Maria de' Liguori tố cáo rằng Giêrađô đã lỗi đức khiết tịnh để ăn nằm với mình. Khi bị bề trên chất vấn, anh không phản bác nhưng im lặng rút lui vì muốn giữ thể diện cho cô gái. Một thời gian sau, Neria lâm bệnh nguy kịch, cô viết một lá thư cho Alfonso thú nhận tội vu khống của mình để giải oan cho Giêrađô. Giêrađô qua đời vào ngày 16 tháng 10 năm 1755 tại Caposele, Campania vì bị bệnh lao.